# Hermann Cuno Heufer

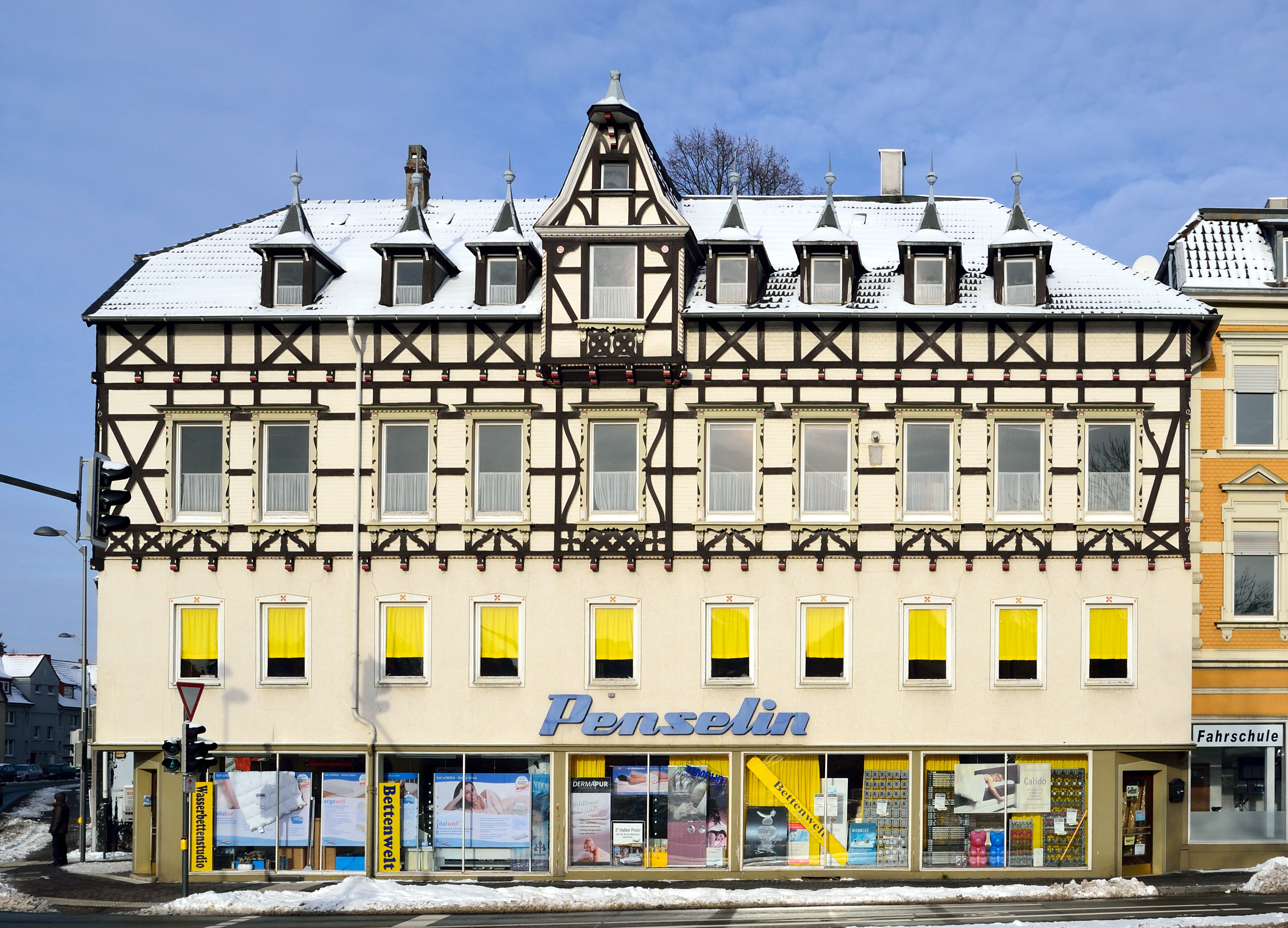
Die Aufstockung des Hauses Richthofenstraße 2 in Detmold zeigt Heufers Vorliebe für den Holzbau

Hermann Cuno Heufer (* 29. August 1851 in Hagen; † 29. Mai 1928; vollständiger Name: Paul Hermann Cuno Heufer) war ein deutscher Architekt und Stadtbaumeister.

## Leben
Hermann Cuno Heufer kam am 29. August 1851 als Sohn evangelischer Eltern in Hagen zur Welt. Er besuchte nach eigenen Angaben eine königlich preußische Provinzial-Gewerbeschule und eine Fachschule. Anschließend war er praktisch tätig, unter anderem bei der Rheinischen Eisenbahn-Gesellschaft in Köln. Von Mai 1873 bis Dezember 1880 arbeitete Heufer bei dem bekannten Architekten Julius Carl Raschdorff. Diese Zeit wurde 1876 bis 1878 von vier Studiensemestern unterbrochen, in denen er – ohne Abschluss – das königliche Polytechnikum Stuttgart besuchte.
Als einer von drei Baumeistern bewarb sich Hermann Cuno Heufer im Dezember 1886 auf eine Stellenausschreibung als Detmolder Stadtbaumeister. Seine Mitbewerber waren die Detmolder Baumeister Karl Leopold Petri und Philipp Knollmann. Warum man schließlich ihm als Fremdem den Zuschlag gab, kann nicht eindeutig geklärt werden, seine Anstellung bei Raschdorff könnte aber eine entscheidende Rolle gespielt haben. Im März 1887 trat er seine neue Position an.
Da die Position als Stadtbaumeister aber nur als Drittelstelle ausgeschrieben und bezahlt wurde, sollte und musste Heufer zur Bestreitung seines Lebensunterhalts auch Privataufträge annehmen. Dies führte in den Folgejahren zu Interessenskonflikten, da er in seiner begrenzten Arbeitszeit allein für die Kontrolle sowohl von Hochbauten als auch von Straßen- und Kanalbauten zuständig war. Die Situation spitzte sich mit der zunehmenden Bautätigkeit im ausgehenden Jahrzehnt zu, so dass der umstrittene Heufer schließlich am 23. Dezember 1889 seine Kündigung einreichte.
1891 gründete Heufer die private Lippische Baugewerkschule, die sich in den Anfangsjahren gut entwickelte. Aber auch hier stellten sich mit der Zeit Probleme ein, weil öffentliche Gelder an staatliche und städtische Einrichtungen gingen und Heufers Schule trotz zahlreicher Anfragen keine Förderung erhielt. Als Folge davon stiegen die Schulgebühren, und die Schülerzahlen sanken. Die letzte Abschlussprüfung fand am 31. März 1922 statt. Eine für Ende 1926 geplante Neuaufnahme des Schulbetriebs kam nicht zustande, da die Regierung des Freistaats Lippe die Weiterführung ablehnte.
Hermann Cuno Heufer überlebte seine Schule um wenige Jahre und starb am 29. Mai 1928.

## Bauten
Eine Übersicht der von Heufer ausgeführten Bauwerke existiert bislang nicht. Die Auflistung enthält diejenigen Gebäude, die ihm in der Literatur oder in der Denkmalliste der Stadt Detmold zugeordnet werden.
- 1888: Wohnhaus Lagesche Straße 29
- 1889–1890: Doppelhaus Bismarckstraße 7/9
- 1891: Anbau eines Zwerchhauses an das Fachwerkgebäude Krumme Straße 2
- 1892: Wohnhaus Paulinenstraße 16[2]
- 1893: Aufstockung des Geschäftshauses Richthofenstraße 2[3]
- 1893–1894: Hotel Kaiserhof
- 1896: Doppelwohnhaus Moltkestraße 8/10
- 1897: Wohnhaus Fürstengartenstraße 20